# Norðlýsið (tidning)

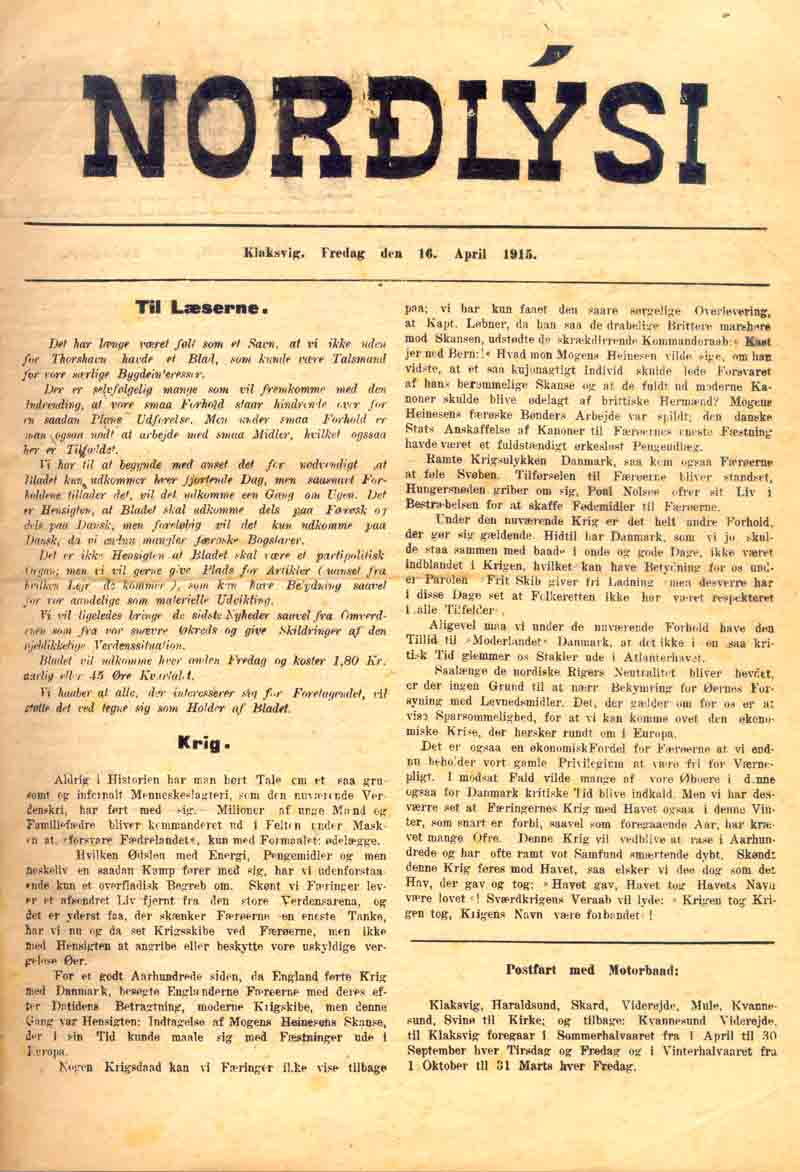
Det första numret från 16 april 1915.

Norðlýsið (svenska: Norrskenet) är en politiskt obunden tidning vid Norðoyar på Färöarna. Tidningen har sitt huvudkontor i Klaksvík.
Tidningen grundades den 16 april 1915. Från början utkom tidningen var 14e dag och var skriven på danska, men numera kommer tidningen ut varje vecka. På internet är den i motsättning till Dimmalætting och Sosialurin gratis och har dagliga nyheter. På hemsidan finns även ett diskussionsforum kallat kjak.
På Norðlýsið arbetar två redaktörer; Oliver Joensen och John William Joensen. Oliver är chef och John William äger tryckeriet där tidningen trycks.